# Zámek Cantenac-Brown

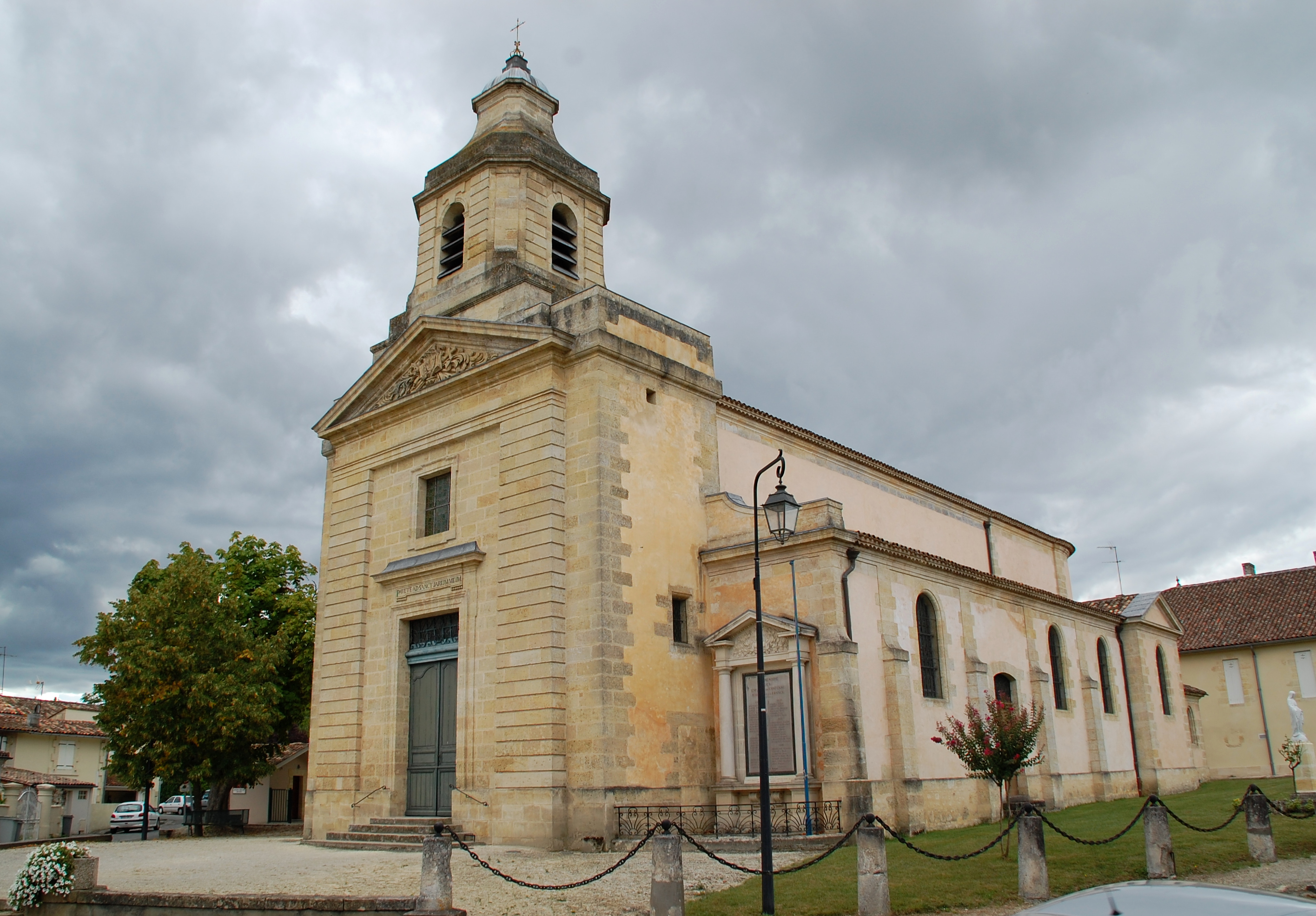
Kostel v Cantenac

Zámek Cantenac Brown je stavba v tudorovském slohu spojená s vinařstvím. Stojí v obci Cantenac ve francouzském departmentu Margaux-Cantenac, části regionu Bordeaux v jihozápadní Francii. Vinařství se rozkládá na štěrkovité půdě vhodné pro odrůdu Médoc, zdejší půda umožňuje dobré odvodnění, což poskytuje vinné révě ideální podmínky. Vinice má rozlohu 60 ha, na 65 % se pěstuje Cabernet Sauvignon, na 30 % Merlot a na 5 % Cabernet Franc. Průměrný věk vinné révy dosahuje 35 let.

## Historie
V roce 1806 zakoupil John Lewis Brown - Francouz skotského původu - zdejší pozemky a založil na nich vinici. Důležitým svědectvím o jeho skotských předcích je zámek postavený v tudorovském stylu, což z něj činí pozoruhodnou nemovitost v regionu Médoc. Panství neslo jeho jméno. Tvrdě pracoval a v roce 1855 bylo vinařství Cantenac Brown podle klasifikace Bordeaux zařazeno mezi nejrespektovanější vinice.
Jeho vnuk John Lewis Brown - slavný malíř - strávil na zámku své dětství. Krásná krajina inspirovala nejen jeho ale také jeho přátele: Degase, Maneta, Pissara a Toulouse-Lautreca. John Lewis Brown tak učinil ze zámku Cantenac Brown "líheň" impresionismu.
V roce 1843 byl zámek prodán bankéři jménem Gromard. V roce 1860 byla vinice prodána Louisu Armandovi Lalandovi, který zámek značně zvětšil při zachování jeho tudorovského stylu. Madame Edouard Lawton (rozená Lalande) převedla nemovitost v roce 1935 na svého syna Jeana, který jej v roce 1968 prodal rodině Du Vivier. V roce 1987 byla nemovitost prodána společnosti "Compagnie du Midi", která se zavázala renovovat sklepy.
V roce 2006 převzala nemovitost rodina Simon Halabi, Angličana syrského původu, který se rozhodl dát panství a vinařství nový impuls. S moderní historií panství je neoddělitelně spjat José Sanfins. Přišel jako praktikant v roce 1989 a manažerem se stal v roce 1998.